# Kneszl Beáta Carmen
Kneszl Beáta Carmen (Budapest, 1979. május 24. –) Antistigma díjas író, BPD-expert. 2016 novemberében jelent meg az Én, a megbélyegzett című könyve, mely a borderline személyiségzavarról szól.
Szülei hétéves korában elváltak. Rendezett családi hátteret mondhat magáénak 2012-ig. Édesapja, Kneszl Pál (aki 2002-ben meghalt) nívódíjat kapott 1976-ban, továbbá az EGIS Gyógyszergyár logóját is tervezte. Két mostohatestvére van.

## Tanulmányai
Tanulmányait a Mérei Ferenc Gimnáziumban folytatta 1995–1999-ben. Majd elvégzett egy kereskedő-boltvezető és egy idegenforgalmi továbbképzést is 2000-ben.
2001-ben Angliába (Londonba) ment nyelvtanulás céljából.
2005-2009 között a Kodolányi János Főiskola hallgatója volt és művelődésszervező-kommunikáció szakon végzett bölcsészként.

## Munkái
- 2005-ben jelent meg első önéletrajzi ihletésű könyve, melyet írói álnéven írt. Címe: Elégtétel (Arion Kiadó). 2022-ben a könyv második, bővített, átdolgozott kiadása jelent meg Magyarországon.
- A könyv sikerének köszönhetően a Blikk egy saját életmód-tanácsadó rovat vezetésére kérte fel (Carmen válaszol), 2006-tól a rovat megszűnéséig.
- 2007-ben kapott egy kisebb szerepet Bujtor István Zsaruvér és Csigavér III.: A szerencse fia c. filmjében.
- 2009-től a családi vállalkozásban tevékenykedett mint hotelmenedzser.
- 2012-ben dolgozott HR-esként és toborzási specialistaként.
- 2015-ben megírta a Mikka család történetét, mely a megrendelő kérésére nem került kereskedelmi forgalomba. Ezt követően 2016-ban jelent meg az Én, a megbélyegzett (Figyelem Kiadó) című könyve.[2]
- 2019-ben szerepelt a Falkám című dokumentumfilmben, melynek a szakértője is volt. A filmet több nemzetközi fesztiválon bemutatták, ezeken díjakat is kapott.
- 2020-ban Londonban, egy performance előadás keretein belül (mint a BBC székház, mint The Guardian főbejáratánál) hívta fel a világ figyelmét a borderline személyiségzavarban szenvedők helyzetére, és indítványozta egy BPD világnap létrehozását.
- 2021-ben civilként sikerült elérnie, hogy a Magyar Országgyűlés Bizottsága napirendi pontként tárgyalja a javaslatát, miszerint a borderline személyiségzavarban szenvedők napja is helyet kapjon a nemzeti és világnapok hivatalos jegyzékében.
- 2022-ben ismét megjelent (már nem magánkiadásban) az Én, a megbélyegzett 2., bővített, átdolgozott kiadása, melyben az előző kiadványban található 9 kérdéses tesztet (melyeket több klinikum is használt/használ) 13 kérdésesre módosította.
- 2022-ben levelet írt Orbán Viktor Miniszterelnöknek, amiben kérvényezte, hogy a borderline személyiségzavarban szenvedők is kapjanak egy hivatalos nemzeti napot.
- 2022-ben a levelére reagálva, Orbán Viktor Miniszterelnök felkérte Nyitrai Zsolt miniszterelnöki főtanácsadót a borderline személyiségzavarban szenvedők felelősének, így a BPD-ben szenvedő embereknek is lett a kormányban miniszterbiztosa.
- 2022-ben a Belügyminisztérium is megkereste, hogy a könyvében található 13 kérdéses tesztet a magyar állami egészségügy is szeretné használni elődiagnosztizálás céljából. 2024-ben az egyeztetések jelenleg is folynak.
- 2021-ben civilként, sikerült elérnie, hogy a Magyar Országgyűlés Bizottsága napirendi pontként tárgyalja a javaslatát, miszerint A Borderline személyiségzavarban szenvedők napja is helyet kapjon a nemzeti és világnapok hivatalos jegyzékében.
- Felkérték a 2021-ben létrejött a Borderline Tehetségekért Alapítvány vezetésére.[3]
- 2022-ben a neves Margó Irodalmi fesztiválra is meghívást kap a szerző és az Én, a megbélyegzett című könyv, ahol a szerzővel Kun Zsuzsa újságíró beszélget.
- 2022-ben a világhírű kanadai orvos -író Dr. Máté Gábor is egy interjúban említést tesz Kneszl Beáta Carmenról.[4]
- 2023-ban Csernák Felix vizuális művész az Én a megbélyegzett című könyv borítóját újra gondolta, művészi módon illusztrálta azt, egyetemi vizsgamunkájaként.
- 2023-ban az Éva magazin már, mint borderline személyiségzavarban szenvedők „nagyköveteként” hivatkozik rá.[5]
- 2023-ban a Szabad Föld című hetilap portré interjút közöl az íróval.[6]
- 2023-ban a Kodolányi János Egyetem melynek hallgatója volt, a mentális betegségek világnapjának fontosságára   az írónő könyvén keresztül hívja fel a figyelmet.[7]
- 2023-ban Meghívást kap Kadarkai Endre Lélekben c.  műsorába mely hatalmas nézettséget produkál.[8]

## Díjai
- NYITNIKÉK Magyar Antistigma Díj 2017 – Ébredések[9]

## Érdekességek
- Dolgozott segédmunkásként is, hogy legyen ideje, energiája megírni az Én, a megbélyegzett című könyvét.
- 2016. október 13-án felmászott és lezáratta a Széchenyi lánchidat, demonstrálva, hogy milyen fontos komolyan venni a borderline személyiségzavart.